# Харченко, Вадим Степанович
Вади́м Степа́нович Ха́рченко (Жуко́вский) (укр. Вадим Степанович Харченко (Жуковський); род. 7 декабря 1975, Сумы) — российский и украинский футболист.

## Карьера
Воспитанник сумского футбола. Профессиональную карьеру начал в 1992 году в «Урарту» из Грозного. Далее играл в «Юджин» из Самары и в СКД. В России выступал под фамилией Жуковский.
В 1996 году перешёл в «Виктор» из Запорожья. Позже перебрался в «Нефтяник» из Ахтырки, с 1999 по 2002 выступал за харьковский «Металлист», и лишь в конце 2002 года вернулся в Сумы, проведя 9 игр в клубе «Спартак-Горобына». С 2003 года играл за «Нефтяник-Укрнефть», отыграл за клуб 7 сезонов, выйдя на поле в национальных чемпионе разных лиг 190 раз. В 2010 году игриал за ФК «Полтава». С 2011 по 2017 годы выступал на любительском уровне за «Энергетик» (Солоницевка).